# قلعة المسهر
قلعة المسهر هي قلعة تاريخية توجد في بلدة الغريف على بعد 45 كم من محافظة الخرمة في منطقة مكة المكرمة غرب المملكة العربية السعودية.

## البناء والتصميم
القلعة عبارة عن برج تم بناؤه من الطين والحجر بشكل دقيق ومنظم، وله مدخلان من الجهة الشرقية والغربية بارتفاع أربعة أمتار وبه فتحات صغيرة مرتفعة للرؤية، وأسفله واسع وأعلاه ضيق مما يعطي نموذجاً فريداً. مُطل على وادي الخرمة الكبير في ارتفاع جبلي يكشف المنطقة المجاورة ويعتبر برج مراقبة حربي. بالإضافة إلى استخدامها للحراسة والمراقبة وذلك لحماية المزارع والممتلكات من اللصوص وقطاع الطرق، وهي مكونة من طابقين الأول عبارة عن غرفة لاستراحة الحراس والثاني للمراقبة. قام ببناء القلعة مجموعة من قبيلة السلمان من سبيع قبل أكثر من 350 سنة.